# Hallgeir Engebråten
Hallgeir Engebråten (Kongsvinger, 17 december 1999) is een Noors langebaanschaatser.
Engebråten maakte zijn internationale debuut bij de senioren op het EK schaatsen 2018 in Kolomna. Op 6 februari 2022 won Engebråten de bronzen medaille op de Olympische 5000 meter tijdens de Olympische Spelen van Peking.

## Persoonlijke records
| Afstand      | Tijd     | Datum            | Baan       |
| ------------ | -------- | ---------------- | ---------- |
| 500 meter    | 36,37    | 9 maart 2024     | Inzell     |
| 1000 meter   | 1.11,08  | 16 maart 2019    | Calgary    |
| 1500 meter   | 1.43,71  | 11 december 2021 | Calgary    |
| 3000 meter   | 3.41,25  | 24 oktober 2020  | Stavanger  |
| 5000 meter   | 6.09,21  | 24 januari 2021  | Heerenveen |
| 10.000 meter | 12.55,42 | 10 maart 2024    | Inzell     |

Persoonlijke records bijgewerkt tot en met 10 maart 2024.

## Resultaten
| Jaar | EK Allround  | WK Allround     | WK Afstanden                         | NK afstanden                    | EK Afstanden              | Olympische Spelen     | WK junioren                                                           |
| ---- | ------------ | --------------- | ------------------------------------ | ------------------------------- | ------------------------- | --------------------- | --------------------------------------------------------------------- |
| 2018 |              |                 |                                      | 17e 1500m 12e 5000m 08e 10.000m | 21e 1500m 17e 5000m       |                       | 39e 500m 29e 1000m 37e 1500m 15e 5000m 13e allround 04e achtervolging |
| 2019 |              |                 |                                      | 08e 1500m 08e 5000m 04e 10.000m |                           |                       | 35e 500m · 08e 1000m · DQ 1500m · 5000m · achtervolging               |
| 2020 |              | 11e (10/15/7/-) | 7e achtervolging                     | 5e 1500m · 5000m · 10000m       | 12e 5000m · achtervolging |                       |                                                                       |
| 2021 | 5e · (/8//5) |                 | 10e 1500m 12e 5000m 4e achtervolging |                                 |                           |                       |                                                                       |
| 2022 |              |                 |                                      |                                 | 5000m · achtervolging     | 5000m · achtervolging |                                                                       |
| 2023 |              |                 | 8e 5000m                             | 1500m                           |                           |                       |                                                                       |
| 2024 |              | · (10/5/6/)     | 10e 5000m                            | 1500m · 5000m                   |                           |                       |                                                                       |

2006: Anesi/Donagrandi/Fabris/Sanfratello ·
2010: Morrison/Giroux/Makowsky ·
2014: Blokhuijsen/Kramer/Verweij ·
2018: Bøkko/Henriksen/Nilsen/Pedersen ·
2022: Engebråten/Kongshaug/Pedersen